# Bundesautobahn 65
Die Bundesautobahn 65 (Abkürzung: BAB 65) – Kurzform: Autobahn 65 (Abkürzung: A 65) – ist eine Bundesautobahn im deutschen Bundesland Rheinland-Pfalz und führt von Ludwigshafen über Neustadt an der Weinstraße und Landau nach Wörth am Rhein, wo sie in die B 10 übergeht, die über den Rhein weiter nach Karlsruhe führt. Eine geplante Verlängerung der Strecke von Kandel durch den Bienwald zur französischen Grenze bei Lauterbourg mit Anschluss an die französische Autoroute A 35 in Richtung Straßburg wurde aus Naturschutzgründen verworfen.

## Streckenverlauf
Die Autobahn führt in ihrem Verlauf von Ludwigshafen entlang der Haardt nach Wörth am Rhein. Anders als die autobahnähnlich ausgebaute B 9, die beide Städte entlang des Rheins auf direkterem Weg miteinander verbindet, führt die BAB 65 bogenförmig weiter westlich am Rand des Pfälzerwalds entlang.
Sie beginnt am Dreieck Ludwigshafen-Süd, an dem sie von der autobahnähnlichen B 9 abzweigt, die hier eine westliche Umgehung von Ludwigshafen bildet. In wenigen Kilometern folgt am Kreuz Mutterstadt die einzige direkte Anbindung zum restlichen Autobahnnetz, zur BAB 61 (Venlo–Hockenheim). Die BAB 65 führt nun in südwestliche Richtung in einem weiten Bogen nach Neustadt an der Weinstraße, wo die Haardt, der steile östliche Abstieg des Pfälzerwalds in die Oberrheinische Tiefebene, erreicht wird. In nun südliche Richtung geht es weiter nach Landau, das mit mehreren Anschlussstellen angebunden wird. Hier zweigt die B 10 ab, die quer durch den Pfälzerwald nach Pirmasens führt. Für den Verkehr aus und in Richtung Süddeutschland bildet sie eine wichtige Verbindung ins Saarland und ins westliche Rheinland-Pfalz, nachdem der einst geplante Lückenschluss der BAB 8 zwischen Pirmasens und Karlsruhe aufgegeben wurde.
Südlich von Landau weist die Autobahn auf längeren Abschnitten keinen Standstreifen und einen sehr schmalen Mittelstreifen auf. Das Haardtgebiet wird verlassen und die Strecke wendet sich nach Südosten an Kandel vorbei. Dort zweigt die B 9 zur französischen Grenze ab, die von dort als Autoroute A35 weiter nach Straßburg führt. Weiter geradeaus geht es durch den Bienwald nach Wörth. Am dortigen Wörther Kreuz führt die B 9 autobahnähnlich nach Norden in Richtung Germersheim. Die Autobahn endet hier und führt als autobahnähnlich ausgebaute B 10 an Maximiliansau vorbei, quert den Rhein und erreicht das Stadtgebiet von Karlsruhe. Über die sogenannte Südtangente besteht eine durchgehend vierstreifige Verbindung zur rechtsrheinisch verlaufenden BAB 5, wie auch zur BAB 8 weiter nach Stuttgart.

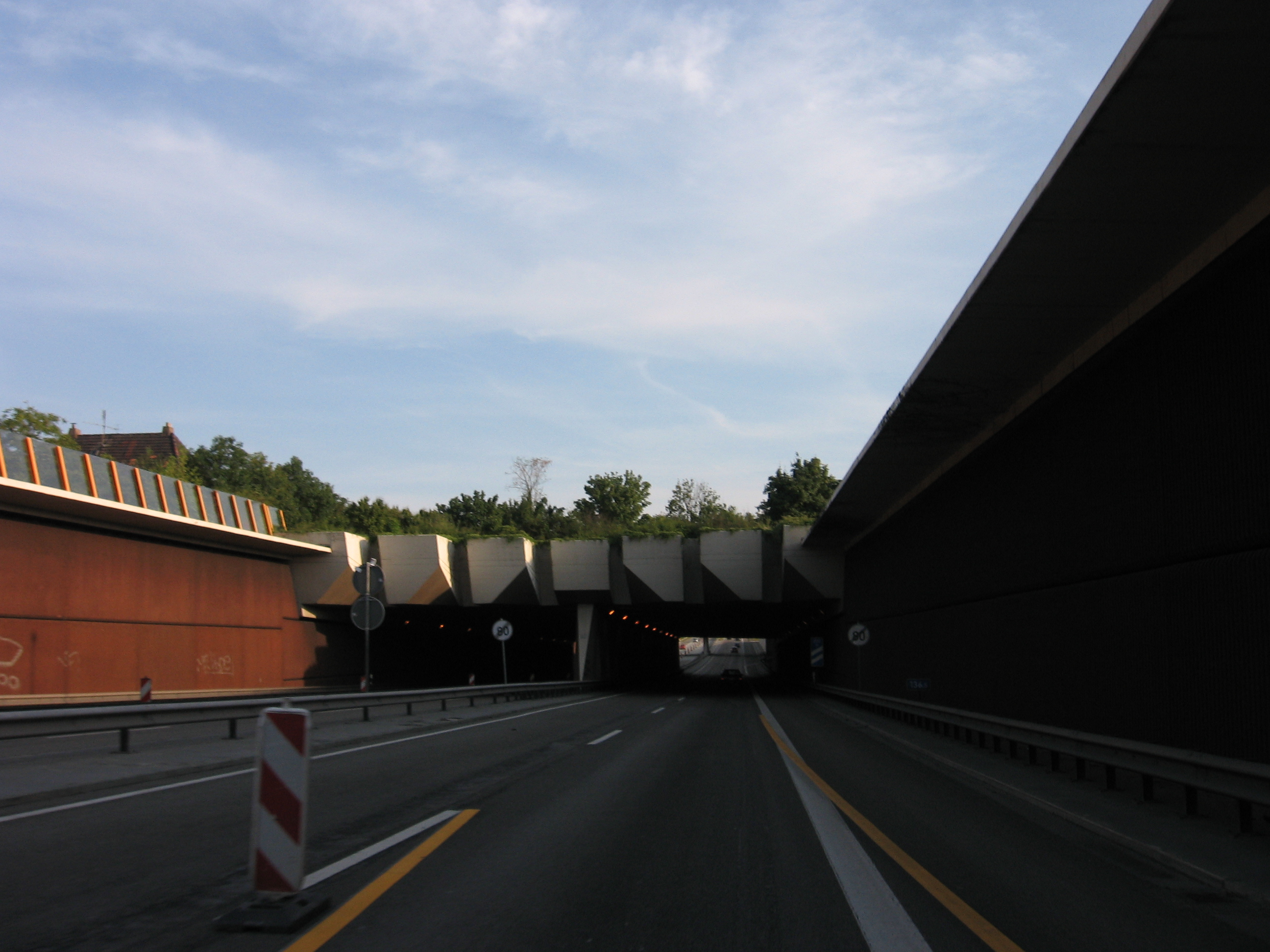
Tiefergelegte Fahrbahnen mit Lärmschutztunnel in Landau-Queichheim
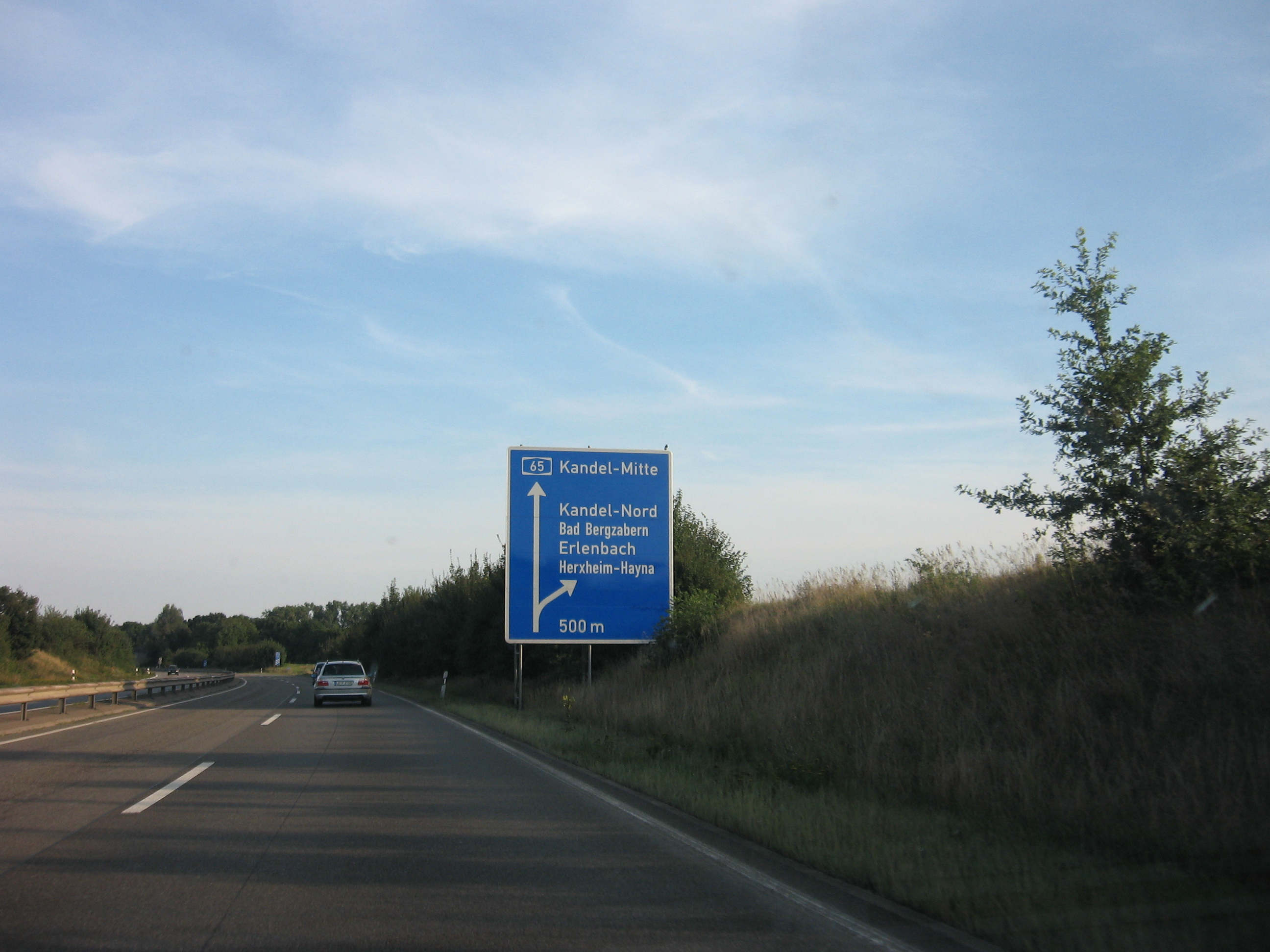
Zwischen Landau und Wörth

## Geschichte
Die heutige BAB 65 ist das Produkt eines Bundesstraßen-Neubaus der B 10 zwischen Landau und Karlsruhe, zusammen mit dem Neubau einer Autobahnanbindung des südpfälzischen Raums von der linksrheinischen BAB 61 mit überregionaler Bedeutung. Die zunächst geplante Erschließung der Region zwischen Ludwigshafen und Karlsruhe auf der linken Rheinseite sollte durch die damals geplante linksrheinische Autobahn erfolgen, die zwischen der niederländischen und der französischen Grenze verlaufen und linksrheinisch die dazwischen liegenden Ballungsräume anbinden sollte. Die westlich am Rand des Pfälzerwalds gelegenen Siedlungsachsen wären über mehrere Bundesstraßen-Neubauten ans Autobahnnetz angebunden worden.
Im Laufe der 1970er Jahre, als das Autobahnnetz neu geordnet wurde, teilte man die geplante linksrheinische Autobahn auf mehrere Strecken auf und wandelte viele der als Bundesstraße geplanten und gebauten Neubaustrecken in Autobahnen um: Die Neubaustrecke Ludwigshafen–Landau und die bestehende autobahnähnliche Bundesstraße Landau–Karlsruhe wurden einheitlich zunächst als BAB 652, später als BAB 65 bezeichnet. Die Fertigstellung der ersten Abschnitte fielen mit dem Bau der BAB 61 in den 1970er Jahren zusammen. Bis 1990 entstand schrittweise eine durchgehende Autobahn durch die Vorder- und Südpfalz bis kurz vor Karlsruhe.

### Linksrheinische Autobahn
Die erste in Deutschland gebaute Autobahn wurde 1932 eröffnet und verband linksrheinisch die Städte Köln und Bonn. Zur Zeit des Nationalsozialismus, in der erstmals im großen Stil Reichsautobahnen gebaut wurden, war auf der linksrheinischen Seite noch keine Strecke vorgesehen. Man konzentrierte sich in diesem Gebiet zunächst auf die rechtsrheinischen Strecken Frankfurt–Mannheim, diese ging 1935 als erste Reichsautobahn in Betrieb, und später Köln–Frankfurt.
Nach Ende des Zweiten Weltkriegs plante man dann eine linksrheinische Autobahn entlang der Trasse der B 9, die die niederländische mit der französischen Grenze verbinden soll. Die im ersten Nummernschema für Bundesautobahnen als A 14 geführte Strecke sollte bei Goch an das niederländische Autobahnnetz anschließen und von dort aus am linken Niederrhein über Moers, Krefeld und Neuss nach Köln führen. Nach der Umgehung von Köln als Teil eines bereits vor dem Krieg etwa zu einem Drittel fertiggestellten Autobahnrings sollte die Autobahn dann weiter links des Rheins über Brühl, Bad Neuenahr, Koblenz, den Hunsrück, Bingen, Alzey, Worms, Ludwigshafen, Speyer, Germersheim und Wörth bis Lauterbourg an der französischen Grenze geführt werden. Die Autobahn sollte somit das linke Rheinufer auf seinem kompletten in Deutschland liegenden Gebiet erschließen.
In den 1950er Jahren wurden bereits erste Abschnitte auf der geplanten Trasse als kreuzungsfreier Bundesstraßen-Neubau mit zunächst einer Richtungsfahrbahn dem Verkehr übergeben, zunächst im Raum Krefeld bis Neuss. Zusammen mit der geplanten Schließung des Kölner Autobahnrings wurde Mitte der 1950er Jahre dann die Fortführung der linksrheinischen Strecke von Köln nach Koblenz in die Planungen aufgenommen. Die endgültige Streckenführung von Krefeld bis zur niederländischen Grenze im Nordwesten und aus dem Koblenzer Raum nach Süden folgte Anfang der 1960er.
Geplant war das südliche Ende der linksrheinischen Autobahn als westliche und südliche Umgehung der Städte Mannheim und Ludwigshafen, zusammen mit den Strecken Frankfurt–Mannheim–Heilbronn und Mannheim–Saarbrücken, mit denen ein Autobahnring gebildet wird. Von Ludwigshafen bis zur französischen Grenze war eine separate Strecke vorgesehen, die die Bezeichnung A 14 übernahm und von Speyer aus entlang des westlichen Rheinufers über Germersheim und Wörth nach Lauterbourg führen sollte. Das rechtsrheinische Gegenstück bildete bereits seit den 1930er Jahren die Autobahn Heidelberg–Karlsruhe.
Die ersten gebauten Teilstücke entlang der Strecke waren 1965 der fertiggestellte Nordwestteil des Kölner Rings, 1966 die autobahnähnlich ausgebaute Umfahrung Neuss und 1967–69 der Abschnitt Rheinböllen–Bingen. Bis 1975 war die Autobahn dann zwischen Köln und Hockenheim bereits komplett befahrbar. Die Einführung des neuen Nummerierungssystems für Bundesautobahnen zum 1. Januar 1975 beendete die Führung der einheitlichen linksrheinischen Autobahn. Die Strecke Goch–Köln wurde zur BAB 57, der nordwestliche Kölner Ring Teil der BAB 1 und die Autobahn Köln–Hockenheim die BAB 61. Für die noch nicht realisierte Autobahn zwischen Speyer und Lauterbourg, später zwischen Ludwigshafen und Lauterbourg, war die Bezeichnung BAB 69 vorgesehen.

### Geplante Erschließung der Vorder- und Südpfalz
Der Raum entlang der Haardt zwischen Bad Dürkheim, Neustadt und Landau sollte zu diesem Zeitpunkt nicht über eine zusätzliche Autobahn, sondern über einen Neubau der B 38 von Ludwigshafen her an das überregionale Straßennetz angeschlossen werden. Von der Autobahn Saarbrücken–Mannheim (damals A 20) bei Grünstadt über Bad Dürkheim bis in Höhe von Neustadt hätte ein Neubau der B 271 diesen Raum weiter nach Norden hin angebunden. Zudem lag die geplante Streckenführung der A 14 bzw. später BAB 69 weiter westlich als der später realisierte Neubau der B 9, wodurch sowohl Landau als auch Germersheim eine mittelbare Autobahnanbindung gehabt hätten.
Zeitgleich mit der Einführung des neuen Nummerierungsschemas kam es zur Planung zahlreicher neuer Autobahnstrecken, insbesondere innerhalb der größeren Ballungsräume. Zahlreiche kürzere Verbindungsstrecken sollten auf mehr oder weniger direktem Weg mögliche Fahrbeziehungen miteinander verknüpfen. Das Nummernsystem, das Autobahnen mit nationaler bis internationaler Bedeutung einstellige, Autobahnen mit überregionaler Bedeutung zweistellige und Autobahnen mit regionaler bis lokaler Bedeutung dreistellige Nummern vergab, war für ein dichtes Netz an Verbindungs- und Zubringerstrecken geeignet.
Zahlreiche der geplanten neuen Kraftfahrstraßen wurden ab 1975 ins Bundesautobahnnetz aufgenommen, darunter auch der Neubau der B 38 zwischen Ludwigshafen und Landau. Diese wurde fortan als Bundesautobahn 652 (BAB 652) geführt.

### Neubau der B10 zwischen Landau und Kandel
Ab Juli 1962 entstand ein Neubau der B 10, der zum einen als Ortsumgehung von Kandel konzipiert war, zum anderen weiter bis kurz vor Landau geführt wurde, sodass zahlreiche Ortsdurchfahrten für den überregionalen Verkehr wegfielen. Verkehrsfreigabe war im Dezember 1964. Die Strecke war zwar einbahnig, dafür aber bereits mit großzügigerem Querschnitt gebaut worden, was die Erweiterung um eine zweite Fahrbahn ermöglichte. Dennoch sind insbesondere die Kurven im Bereich der Umgehung von Kandel relativ eng.

### Autobahnbau
Die BAB 652 wurde ab Mitte der 1970er Jahre gebaut, zusammen mit der damals als BAB 655 geplanten Westumgehung von Ludwigshafen. Aus der BAB 655 wurde später allerdings eine autobahnähnliche Bundesstraße, zumal mit der BAB 61 eine nur wenige Kilometer weiter westlich verlaufende Strecke ebenfalls eine Westumfahrung von Ludwigshafen bildet. Die BAB 61 wurde in diesem Bereich schon in den Jahren 1970 und 1972 fertiggestellt.
Der erste Bauabschnitt umfasste ein kurzes Stück westlich des Kreuzes Mutterstadt mit der BAB 61 mit etwa 3 km Länge bis Assenheim, der 1977 fertiggestellt wurde. Zeitgleich wurde auch an der Umfahrung Neustadt gebaut, zwischen den Anschlussstellen Deidesheim (damals Abzweig Neustadt) und Neustadt-Süd. Bei Deidesheim sollte die B 271 als leistungsfähiger Neubau bis an die BAB 6 bei Grünstadt geführt werden, weshalb die Anschlussstelle wie ein Autobahndreieck konzipiert wurde. Diese 7,4 km lange Strecke wurde 1979 dem Verkehr übergeben. Der Abschnitt vom Dreieck Ludwigshafen-Süd, das die Einmündung in die BAB 655 bzw. später B 9 und B 38 darstellte, und dem Kreuz Mutterstadt wurde nach dreijähriger Bauzeit Anfang 1980 eröffnet.
Im Jahr 1980 wurde die Autobahnplanung geändert: Die BAB 652 sollte von nun an lediglich einen kurzen Abschnitt zwischen Kandel und Wörth am südlichen Streckenende darstellen, die restliche geplante Strecke von Ludwigshafen bis Kandel mit Fortführung an die französische Grenze wurde zur Bundesautobahn 65 (BAB 65) umgewidmet. Unter dieser neuen Bezeichnung ging 1980 der 9 km lange Lückenschluss zwischen Assenheim und Deidesheim in Betrieb, darüber hinaus die 7 km lange Strecke zwischen der Anschlussstelle Kandel-Süd und dem Wörther Kreuz als BAB 652. Östlich von Wörth, im Bereich des Übergangs zwischen BAB 652 und B 10, entstand eine 676 m lange Grundwasserwanne. Zusammen mit der Fertigstellung der Strecke Kandel–Wörth wurde die bislang als B 10 gewidmete Kraftfahrstraße ohne bauliche Anpassungen zur BAB 65 hochgestuft. Allein im Jahr 1980 wuchs die Autobahnstrecke um zahlreiche Kilometer, sodass nur noch der Abschnitt zwischen Neustadt und Landau fehlte.
Der Lückenschluss zwischen den Anschlussstellen Neustadt-Süd und Landau-Süd auf 17,7 km Länge wurde Ende der 1980er Jahre bis ins Jahr 1990 realisiert. Im Jahr 1986 ging das erste, 5 km lange Teilstück zwischen Neustadt-Süd und Edenkoben in Betrieb. Zwei Jahre später folgte 1988 knapp 2 km zwischen den Anschlussstellen Landau-Zentrum und Landau-Süd. Die letzten 7,1 km der Autobahn wurden 1990 fertiggestellt. Dieser Abschnitt war relativ aufwändig zu bauen, da im Bereich von Landau-Queichheim ein rund 110 m langer Lärmschutztunnel gebaut und die Anschlussstelle Landau-Nord als Doppelanschlussstelle zur B 10 und B 272 realisiert wurde. Über die B 10, die durch den Pfälzerwald bis nach Pirmasens läuft, führt seitdem eine wichtige Verbindung zwischen dem Saarland und Süddeutschland unter Vermeidung des Umwegs über die BAB 6. Bis vor einigen Jahren wurde an der Anschlussstelle noch das Fernziel Saarbrücken ausgeschildert, heute ist dies nicht mehr der Fall. Auf saarländischem Gebiet (westliches Teilstück der BAB 8) wird im Gegenzug das Ziel Karlsruhe über die Autobahnen 6, 61 und 5 ausgewiesen.
Die Wegweisung auf die BAB 652, die beispielsweise im Kreuz Mutterstadt auf der BAB 61 bestand, wurde bald nach Umwidmung der Strecke in BAB 65 geändert. Das Teilstück zwischen Kandel-Süd und dem Wörther Kreuz war noch bis zur Einstellung des Lückenschlusses zur französischen Grenze offiziell als BAB 652 gewidmet, allerdings niemals als solches ausgeschildert. Auf der Wegweisung wurde immer auf die BAB 65 hingewiesen.
Seit Fertigstellung der gesamten Strecke entstand eine neue Anschlussstelle bei Hochdorf-Assenheim, die nur aus Richtung Ludwigshafen erreichbar ist. Zudem wurde die Verbindung zwischen der BAB 65 aus Richtung Ludwigshafen zur B 272 im Nordteil der Anschlussstelle Landau-Nord erst im September 2019 fertiggestellt.

### Liste der Verkehrsfreigaben
| Abschnitt                                    | Jahr | km      | Bemerkungen                                                                 |
| -------------------------------------------- | ---- | ------- | --------------------------------------------------------------------------- |
| Dreieck Ludwigshafen-Süd – Kreuz Mutterstadt | 1980 | 3,4 km  |                                                                             |
| Kreuz Mutterstadt – Assenheim                | 1977 | 2,5 km  | als BAB 652, ab 1980 Bezeichnung BAB 65                                     |
| Assenheim – AS Deidesheim                    | 1980 | 9,0 km  |                                                                             |
| AS Deidesheim – AS Neustadt/Weinstraße-Süd   | 1979 | 8,1 km  | als BAB 652, ab 1980 Bezeichnung BAB 65                                     |
| AS Neustadt/Weinstraße-Süd – AS Edenkoben    | 1986 | 4,8 km  |                                                                             |
| AS Edenkoben – AS Landau-Zentrum             | 1990 | 10,6 km |                                                                             |
| AS Landau-Zentrum – AS Landau-Süd            | 1988 | 2,0 km  |                                                                             |
| AS Landau-Süd – AS Kandel-Süd                | 1980 | 13,9 km | Aufstufung der autobahnähnlichen B 10                                       |
| AS Kandel-Süd – Wörther Kreuz                | 1980 | 2,1 km  | Nach Freigabe zunächst als BAB 652 gewidmet, aber als BAB 65 ausgeschildert |

## Verkehrsaufkommen
Im Zuge der manuellen Verkehrszählung der Bundesanstalt für Straßenwesen im Jahr 2015 wurde die folgende durchschnittliche tägliche Verkehrsstärke ermittelt.
| Abschnitt                                      | DTV    |
| ---------------------------------------------- | ------ |
| Dreieck Ludwigshafen-Süd – Mutterstadt-Nord    | 32.000 |
| Mutterstadt-Nord – Kreuz Mutterstadt           | 33.300 |
| Kreuz Mutterstadt – Dannstadt-Schauernheim     | 52.100 |
| Dannstadt-Schauernheim – Haßloch               | 50.800 |
| Haßloch – Deidesheim                           | 48.100 |
| Deidesheim – Neustadt/Weinstr.-Nord            | 46.600 |
| Neustadt/Weinstr.-Nord – Neustadt/Weinstr.-Süd | 40.800 |
| Neustadt/Weinstr.-Süd – Edenkoben              | 38.600 |
| Edenkoben – Landau-Nord                        | 37.200 |
| Landau-Nord – Landau-Zentrum                   | 53.700 |
| Landau-Zentrum – Landau-Süd                    | 48.700 |
| Landau-Süd – Insheim                           | 44.800 |
| Insheim – Rohrbach                             | 39.700 |
| Rohrbach – Kandel-Nord                         | 42.000 |
| Kandel-Nord – Kandel-Mitte                     | 51.500 |
| Kandel-Mitte – Kandel-Süd                      | 42.800 |
| Kandel-Süd – Wörth-Dorschberg                  | 41.400 |
| Wörth-Dorschberg – Wörther Kreuz               | 45.700 |
| Wörther Kreuz – Übergang BAB 65/B 10           | 69.800 |

## Trivia
Obwohl die Anschlussstelle Maximiliansau zur B 10 gehört, ist diese offiziell als AS-Nr. 25 beschildert und greift die Nummerierung der A 65 auf.